# Statua di Torquato Tasso
Il monumento a Torquato Tasso è posto a nord di piazza Vecchia nella parte alta della città di Bergamo, ed è stato realizzato nel XVII secolo dal milanese Giovanni Battista Vismara.

## Storia
Torquato Tasso era stato a Bergamo in età giovanile, ospite da parenti nel palazzo della famiglia Tasso in Via Pignolo. Un'epigrafe posta sulla facciata dell'abitazione ne ricorda l'evento. Proprio durante una di queste sue visite scrisse il sonetto dedicata alla città orobica.
Fu Marco Antonio Foppa, socio dell'Accademia degli Eccitati a esprimere il desiderio di avere in Bergamo una statua dedicata al poeta napoletano, ma con origini bergamasche, lasciando alla sua morte una somma in denaro perché venisse realizzata. La statua fu commissionata al Vismara per essere poi collocata sotto gli archi della biblioteca cittadina, sempre in piazza Vecchia. 

Dopo la sua realizzazione i committenti si trovarono di fronte a un monumento di dimensioni e fattezze differenti da quelle che avevano immaginato, sicuramente non adatto a essere collocato come da progetto iniziale, fu quindi posta dove continua a trovarsi, appoggiata al palazzo della Ragione. Non si rilevano giudizi o apprezzamenti nelle cronache del tempo, ma nei secoli che si sono susseguiti non sono certo mancate le critiche negative rispetto l'opera, qualcuno scriverà: Ingombrando la sobrietà di linea del palazzo della Ragione, tanto che nel 1958 Gian Pietro Galizzi poi sindaco, chiese che venisse realizzato un nuovo monumento di miglior fattura, degno del cantore della Gerusalemme. Con tutto il rispetto che si deve alle antiche memorie, come espressione di un'epoca, nessuna forza di tradizione può obbligare i bergamaschi d'oggi ad additare al visitatore della città del Tasso quel vecchio masso come il più degno monumento che Bergamo abbia eretto al massimo poeta. Venne pure creato un soletto da Antonio Belotti: Meglio in carcere eterno a Ferrara|che fra l'unge d'un altro Vismara. 

Ma non tutti i giudizi furono sfavorevoli,  Donato Calvi infatti la definì colossale, così come Giuseppe Serassi che aggiunse bella e colossale. Contrariamente il giornalista Sandro Serassi scrisse:
(Sandro Vavassori)

## Descrizione

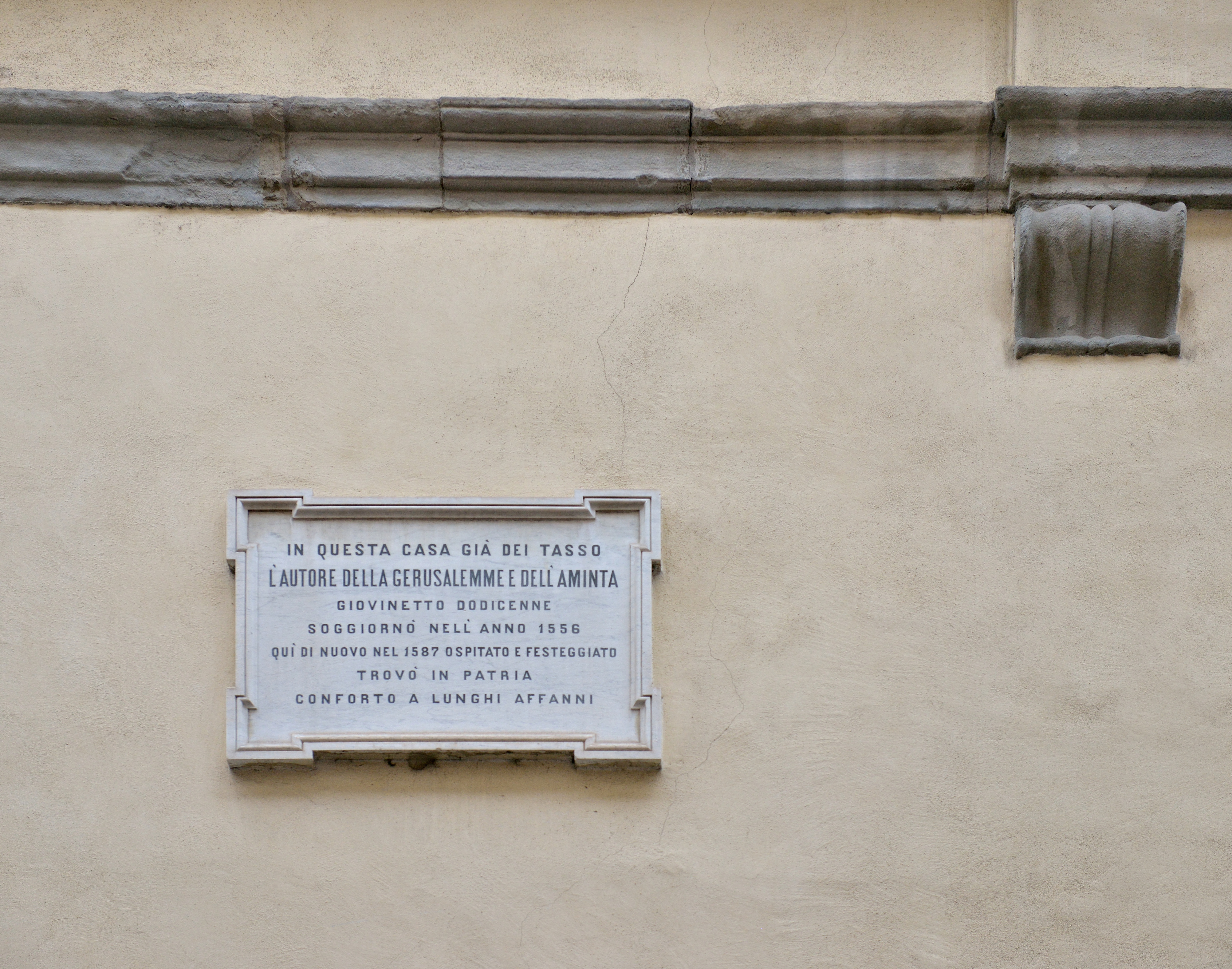
Epigrafe palazzo Tasso -Via Pignolo - Bergamo

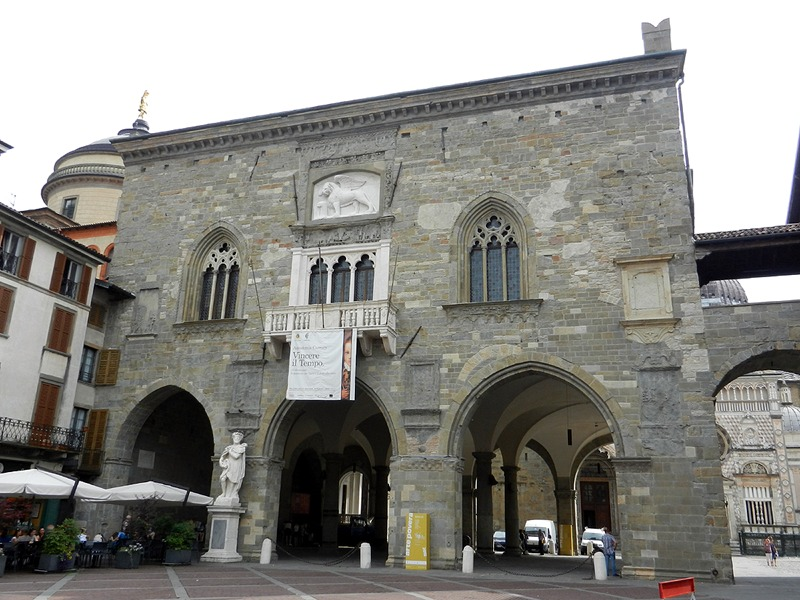
Torquato Tasso e Palazzo della Ragione

La statua è collocata vicina all'antico caffè del Tasso, una delle locande più antiche di Bergamo, nata nel 1476 con il nome di Locanda delle due spade. La statua appare apparentemente appoggiata al primo pilastro del cinquecentesco arcone del palazzo della Ragione, unica protagonista della piazza.
Il monumento in marmo bianco, spicca contro la facciata del palazzo della Ragione che è in pietra. Il poeta è raffigurato in atteggiamento plastico nell'atto di recitare alcune delle sue lodi. Indossa una veste fino alle ginocchia ed è avvolta dal mantello. Sulla testa porta la corona d'alloro il cui utilizzo era principalmente quello di incoronare poeti e militari che avessero ottenuto vittorie sia in campo letterario che militare. Con la mano destra trattiene un testo che appoggia sul ginocchio, mentre con la sinistra tiene chiuso sul petto il largo mantello. 
La scultura ha molte affinità con l'opera marmorea Statua del Redentore che era conservata nei giardini del Castello Sforzesco. La statua era stata realizzata dai due fratelli Giuseppe Giovanni Battista Vismara nel 1673 per essere collocata sopra una colonna in piazza Fratelli Bandiera, venendo poi rimossa perché il luogo venne dedicato a Giuseppe Bertani  protagonista morto durante un comizio sindacale nel 1919.